# Густав Гайстерман фон Цільберг
Густав Гайстерман фон Цільберг (нім. Gustav Heisterman von Ziehlberg; 10 грудня 1898, Іновроцлав — 2 лютого 1945, Берлін) — німецький воєначальник, генерал-лейтенант вермахту (1 червня 1944). Кавалер Лицарського хреста Залізного хреста.

## Біографія
Сином гауптмана Прусської армії Георга Гайстермана фон Цільберга і його дружини Елен, уродженої Геке. З 1908 року навчався в середній школі у Браунсберзі і Кенігсберзі, після закінчення якої вступив до кадетського корпуса. 10 серпня 1914 року, після початку Першої світової війни, вступив в гренадерський полк «Король Фрідріх Вільгельм IV» (1-й Поморський) № 2 в Штеттіні. З 1915 року — командир роти, потім — ад'ютант командира батальйону на Східному фронті. Після закінчення війни служив у прикордонній службі до березня 1919 року, а потім продовжив службу в рейхсвері, служив в 5-м (прусському) піхотному полку і в генеральному штабі.
З січня 1943 року —  командир 48-го гренадерського полку на Східному фронті, з 31 травня по 1 грудня 1943 року — командир 65-ї піхотної дивізії. У листопаді 1943 року був важко поранений в Італії, його ліву руку довелося ампутувати. З 28 квітня 1944 року — командир 28-ї єгерської дивізії на Східному фронті.
Після невдалої спроби вбивства фюрера йому було наказано заарештувати офіцера його штабу, майора Йоахіма Куна, за участь в Липневій змові. Однак Кун заперечував свою провину і заявив, що укладачі ордера на арешт наплутали. Замість того, щоб заарештувати його, генерал велів тому передати свої офіційні обов'язки і вирушити до Берліна для прояснення ситуації. Кун скористався цією можливістю, щоб втекти в бік військ 2-го Білоруського фронту, де був узятий в полон і допитаний у відділі контррозвідки СМЕРШ.
В результаті Гайстермана звинуватили в недбалому непослуху, і в вересні 1944 року Імперський військовий суд засудив його до дев'яти місяців тюремного ув'язнення, однак він був помилуваний за свою попередню службу і повернувся в свою дивізію, але 30 жовтня його знову викликали до Берліна. Адольф Гітлер, підозрюючи Гайстермана у співпраці з генерал-полковником Людвігом Беком, опротестував його вирок, і він знову був заарештований, поставши перед іншим складом суду. 21 листопада він був засуджений до страти, звільнений з посади і позбавлений всіх нагород і звань. При цьому судді відкрито заявили, що мають слідувати вказівкам фюрера. Гайстерман був страчений 2 лютого 1945 року розстрільною командою на полігоні недалеко від Олімпійського стадіону.

## Нагороди
- Залізний хрест 2-го і 1-го класу
- Почесний хрест ветерана війни з мечами
- Медаль «За вислугу років у Вермахті» 4-го, 3-го, 2-го і 1-го класу (25 років)
- Медаль «У пам'ять 1 жовтня 1938» із застібкою «Празький град»
- Застібка до Залізного хреста 2-го і 1-го класу
- Лицарський хрест Залізного хреста (27 липня 1944)